# Polycarpaea filifolia
Polycarpaea filifolia är en nejlikväxtart som beskrevs av Philip Barker Webb och Christ. Polycarpaea filifolia ingår i släktet Polycarpaea och familjen nejlikväxter. Inga underarter finns listade i Catalogue of Life.

## Bildgalleri

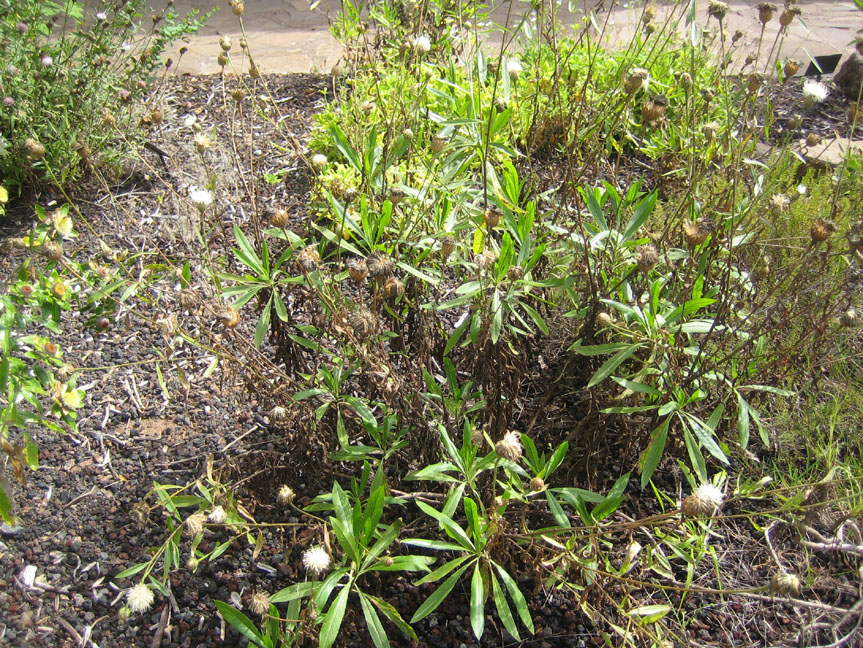